# Michael Mingos
David Michael Patrick Mingos (* 6. August 1944 in Basra) ist ein indischstämmiger britischer Chemiker (Anorganische Chemie,  Komplexchemie) und Hochschullehrer an der Universität Oxford.
Mingos war der Sohn eines Griechen und einer Engländerin, wurde im Irak geboren und lebte auch im Iran. Die Vorfahren hatten griechische und indische Wurzeln und arbeiteten seit Ende des 19. Jahrhunderts im Nahen Osten als Ärzte und Ingenieure.  Sein Vater war Bauingenieur, der einige der Brücken über Euphrat und Tigris baute, und ging 1947 ohne die Familie nach Athen, um als Journalist zu arbeiten. Mingos kam 1950 nach Großbritannien und erhielt die britische Staatsbürgerschaft 1957. Die Familie ließ sich in Folkestone nieder und Mingos besuchte mit Stipendien die Harvey Grammar School. 
Er studierte an der Universität Manchester (damals University of Manchester Institute of Science and Technology) Chemie mit dem Bachelor-Abschluss 1965 und wurde 1968 bei Joseph Chatt an der University of Sussex promoviert (Dissertation: The preparation and properties of some tertiary phosphine complexes of osmium, iridium, ruthenium, and platinum). Als Post-Doktorand war er als Fulbright Fellow bis 1970 an der Northwestern University und als ICI Fellow an der University of Sussex. 1970 bis 1976 war er Lecturer an der Queen Mary University of London und ab 1977 war er Tutor, Lecturer und Fellow des Keble College an der Universität Oxford und außerdem 1977 bis 1992 Lecturer am Pembroke College in Oxford. 1990 wurde er Reader. 1992 bis 1999 war er Sir Edward Frankland British Petroleum Professor für anorganische Chemie am Imperial College London und 1996 bis 1999 Dekan des Royal College of Science.  Er war 1999 bis 2009 Prinzipal von St Edmund Hall in Oxford (dessen Honorary Fellow er ist) und war Professor für anorganische Chemie in Oxford.
Er benutzt eine breite Palette von Techniken neben theoretischer Chemie, unter anderem Röntgenkristallographie und spektroskopische Verfahren, Mikrowellen, synthetische Chemie. 
Von ihm, Stephen G. Davies und Malcolm L. H. Green stammen Regeln für nukleophile Addition in der Chemie metallorganischer Komplexe mit Polyenen als Liganden (Green-Davies-Mingos-Regeln). 1984 entwickelte er die Wade-Regel der Komplexchemie weiter (Wade-Mingos-Regel). Sie verbinden die Struktur von Komplexen mit der Anzahl der Valenzelektronen. In der industriellen Chemie entwickelte er Verfahren der Beschleunigung von Reaktionen durch Heizen mit Mikrowellen, einschließlich der Untersuchung des Verhaltens von Katalysatoren unter Mikrowellen-Bestrahlung. Seine Untersuchungen von Wasserstoffbindungen und Aurophilie in Hinblick auf molekulares Erkennen fanden später Anwendungen bei der Konstruktion molekularer Maschinen und führten zur Entwicklung von Komplexen mit möglichen Anwendungen für Anion-Bindung und ein sich selbst aufbauendes Gold-Catenane.
1980 erhielt er die Corday-Morgan-Medaille. 1992 wurde er Fellow der Royal Society. 2000 erhielt er einen D.Sc. der Universität Manchester und 2001 der University of Sussex. 2017 erhielt er die Blaise-Pascal-Medaille.

## Schriften
- mit David J. Wales: Introduction to cluster chemistry, Englewood Cliffs: Prentice Hall 1990